# Quản trị thương hiệu
Trong Marketing, quản trị thương hiệu là phân tích và lên kế hoạch để thương hiệu được nhận diện trên thị trường. Sự phát triển mối quan hệ tốt với thị trường mục tiêu là điều cần thiết cho quản trị thương hiệu. Các yếu tố hữu hình của quản trị thương hiệu bao gồm sản phẩm, bề ngoài, giá cả, đóng gói...Các yếu tố vô hình được thể hiện qua việc hiểu biết về thương hiệu của khách hàng cũng như mối quan hệ giữa họ và thương hiệu đó. Một người quản trị thương hiệu sẽ phải nhìn bao quát được tất cả mọi thứ.

## Các định nghĩa
Năm 2001, Hislop đã định nghĩa thương hiệu như là quá trình tạo ra một mối quan hệ hoặc một kết nối giữa sản phẩm của công ty và nhận thức một cách cảm tính của khách hàng về mục tiêu tạo ra sự khác biệt trong việc cạnh tranh và xây dựng lòng trung thành của khách hàng. Vào năm 2004 và 2008, Kapferer và Keller đã định nghĩa nó như là một sự thỏa mãn các kỳ vọng của khách hàng và sự hài lòng của khách hàng phù hợp.
Quản trị thương hiệu là một chức năng của marketing mà sử dụng các kỹ thuật đặc biệt để tăng giá trị nhận diện thương hiệu của sản phẩm (đọc Tài sản thương hiệu). Dựa trên các mục tiêu của chiến dịch marketing được tạo ra, quản trị thương hiệu góp phần xây dựng khách hàng trung thành thông qua các hoạt động và hình ảnh tính cực, để từ đó tạo nên một sự nhận diện thương hiệu mạnh.

## Lịch sử
Nguồn gốc của thương hiệu có thể được tìm thấy từ thời cổ đại, khi mà các nhà chuyên môn thường đặt thương hiệu cá nhân trên các hàng hóa thủ công. Việc xây dựng thương hiệu của động vật nông nghiệp tại Ai Cập vào năm 2700 trước công nguyên dùng để tránh trộm cắp được xem là một hình thức sớm nhất của thương hiệu, đúng theo nghĩa đen của nó. Như hơn một nửa các công ty lớn hơn 200 tuổi tại Nhật Bản  (đọc Danh sách các công ty lâu đời nhất),nhiều hình thức doanh nghiệp “mon” hoặc con dấu là một hình thức thương hiệu hay nhãn hiệu của Đông Á. Ở các nước phương Tây, Staffelter Hof ra mắt năm 862 hoặc có thể sớm hơn và cho đến ngày nay họ vẫn sản xuất rượu dưới cái tên đó. Vào năm 1266, các thợ làm bánh ở Anh được pháp luật yêu cầu phải để một dấu hiệu riêng biệt trên mỗi sản phẩm họ bán. Nhờ vào cách mạng công nghiệp và sự phát triển của các lĩnh vực chuyên môn khác như marketing, chế tạo và quản trị kinh doanh, thương hiệu trở nên phổ biến và được sử dụng rộng tại vào thế kỉ 19 . Xây dưng thương hiệu là một cách tạo ra sản phẩm khác biệt từ hàng hóa đơn thuần, và vì vậy việc xây dựng thương hiệu được lan rộng cùng với sự phát triển của phương tiện vận chuyển, truyền thông và thương mại.
Khuôn khổ hiện đại của quản trị thương hiệu được cân nhắc bắt đầu từ một bản ghi nhớ nổi tiếng tại Procter & Gamble bởi Neil H. McElroy.
Top 10 các thương hiệu quốc tế năm 2012 bao gồm Coca-Cola, Apple, IBM, Google, Microsoft, GE, Mc Donald’s, Intel, Samsung, và Toyota. Sự chia rẽ dịch vụ hàng hóa/thức ăn và công nghệ không phải là một sự ngẫu nhiên: các khu vực công nghiệp chủ yếu dựa vào việc bán hàng cho người tiêu dùng trong khi những người này phải dựa trên sự sạch sẽ/chất lượng hoặc độ tin cậy/giá trị tương ứng. Vì lý do đó, các ngành công nghiệp như là nông nghiệp (bán thực phẩm cho các công ty khác), cho học sinh vay (cần phải có mối liên kết với trường đại học/trường học hơn là các cá nhân đi vay khác), và điện tử (được xem là một độc quyền bị kiểm soát) có thương hiệu ít nổi bật và được công nhận. Tuy nhiên giá trị thương hiệu thì không đơn giản chỉ là một cảm giác mơ hồ của yêu cầu khách hàng mà còn là giá trị định lượng thực tế của hàng hóa dưới Nguyên Lý Kế toán Chung. Các công ty sẽ bảo vệ cẩn thận tên thương hiệu quả họ, bao gồm cả truy tố các hành vi xâm phạm nhãn hiệu hàng hóa. Các nhãn hiệu hàng hóa đặc biệt có thể khác nhau giữa các nước.
Một trong những thương hiệu được nhìn thấy và nhận biết cao nhất là chai Coca-Cola màu đỏ. Mặc dù có rất nhiều bài kiểm tra mù thống kê lại rằng hương vị được yêu thích nhất không phải là Coke, Coca-Cola vẫn đóng vai trò cổ phần chi phối trên thị trường cola. Lịch sử Coca-Cola được biết đến với đầy sự không chắc chắn về một câu chuyện xưa được dựng lên xung quanh thương hiệu, bao gồm (bác bỏ) huyền thoại về Coca-Cola được phát minh ra với quần áo màu đỏ của ông già Noel để đạt mục đích thâm nhập được vào thị trường ít tư bản trên thế giới như Liên Xô và Trung Quốc, và các câu chuyện về quản trị thương hiệu “Coca-Cola lần đầu thâm nhập vào thị trường Trung Quốc“ dẫn đến kết quả thương hiệu được dịch thành “cắn con nòng nọc sáp”. Khoa học quản trị thương hiệu đầy những câu chuyện tương tự, ví dụ như là xe Chervolet “Nova” nghĩa là “nó không thể đi” trong tiếng Tây Ban Nha và việc dịch tên thương hiệu phù hợp với văn hóa từng nước là cần thiết khi xâm nhập vào thị trường mới.
Quản trị thương hiệu hiện tại cũng có liên quan tới các vấn đề pháp lý như là “thương hiệu chung”. Công ty Xerox đang tiếp tục đấu tranh trên truyền thông phương tiện khi có một nhà biên tập hoặc phóng viên sử dụng từ “xerox” đơn giản như một từ đồng nghĩa với “photocopy”. Việc sử dụng từ “xerox” nên được chấp nhận như là một từ tiêu chuẩn tiếng Anh mang nghĩa “photocopy”, sau đó các đối thủ cạnh tranh của “Xerox” có thể tranh luận thành công tại tòa rằng họ đã được cho phép tạo ra máy “xerox”. Tuy nhiên trong cùng một ý nghĩa, đạt tới giai đoạn thống trị thị trường được xem là một thành công lớn của quản trị thương hiệu, đi kèm đó việc chiếm ưu thế thường thúc đẩy lợi nhuận tăng.

## Định hướng thương hiệu
Định hướng thương hiệu đề cập tới “mức độ mà giá trị thương hiệu của tổ chức và thực tiễn của nó được định hướng tới các khả năng xây dựng thương hiệu” (Bridson & Evans, 2004). Đó là một cách tiếp cận thận trọng khi làm việc với thương hiệu, cả bên trong lẫn bên ngoài. Điều quan trọng nhất thúc đẩy động lực đằng sau việc tăng lợi nhuận trong các thương hiệu mạnh là tốc độ toàn cầu hóa. Nó dẫn đến tình trạng cạnh tranh khốc liệt hơn trên nhiều thị trường. Một ưu thế của sản phẩm là bản thân nó không đủ để đảm bảo nó thành công.

## Chứng minh
Quản trị thương hiệu nhằm mục đích tạo ra một kết nối giữa các sản phẩm, công ty, khách hàng của họ và các thành phần khác. Các nhà quản trị thương hiệu phải cố gắng để kiểm soát hình ảnh thương hiệu.

## Các tiếp cận
“Sự bổ nhiệm cho Hoàng Đế” là một danh sách đăng ký bị giới hạn tên các thương hiệu thích hợp được phê duyệt  để cung cấp đồ cho các gia đình hoàng gia Anh..
Một vài người tin rằng các nhà quản trị thương hiệu có thể bị phản lại tác dụng bởi vì thời gian tập trung của họ dành cho quản trị thương hiệu là quá ngắn.
Ở đầu bên kia, các thương hiệu cực kì sang trọng cao cấp có thể có thể tạo ra các quảng cáo hoặc tài trợ cho các nhóm mà đưa ra được cảm giác chung hoặc tạo nên lợi thế thương mại. Một quảng cáo “không thương hiệu” điển hình có thể đơn giản chỉ đưa ra giá (và quả thật các nhà quản trị thương hiệu có thể khuyến khích các đại lý bán lẻ cho sử dụng tên của họ trong chiết khấu bán hàng), trong khi đó một dòng thương hiệu nước hoa cao cao cấp có thể được tạo ra mà không cần thiết thể hiện việc sử dụng nước hoa hoặc Breitling có thể tài trợ cho một đội nhào lộn trên không hoàn toàn là hình ảnh được tạo ra. Mảng du lịch và quản trị thương hiệu vì lý do đó mà tạo nên một mối quan hệ đặc biệt.
“Xây dựng thương hiệu quốc gia” là một thuật ngữ hiện đại kết hợp quan hệ đối ngoại với ý tưởng thương hiệu. Ví dụ như là Cool Britannia vào năm 1990

## Phương tiện truyền thông xã hội
Mặc dù phương tiện truyền thông xã hội đã dần thay đổi các chiến thuật của tiếp thị thương hiệu, mục đích chính của nó vẫn như cũ: thu hút và giữ chân khách hàng. Tuy nhiên, các công ty cũng đã trải nghiệm một thử thách mới nhờ sự xuất hiện của phương tiện truyền thông xã hội. Sự thay đổi này đã tìm ra được sự cân bằng chính xác giữa các khách hàng để lan tỏa thương hiệu bằng hình thức truyền miệng, trong khi đó vẫn kiểm soát các mục tiêu chiến lược marketing của công ty. Ngôn ngữ giao tiếp với phương tiện xã hội thuộc thể loại truyền thông miệng, mô tả rộng ra là bất kỳ một chiến lược nào khuyến khích các cá nhân tuyên truyền một tin nhắn, do đó tạo ra tiềm năng cho sự tăng trưởng theo cấp số nhân trong quảng cáo tin nhắn và ảnh hưởng của nó Hình thức cơ bản của nó thì được nhìn nhận khi một khách hàng đưa ra một nhận định về sản phẩm hoặc công ty hoặc tán thánh một thương hiệu. Kỹ thuật marketing này cho phép người sử dụng lan rộng từ ngữ về thương hiệu, tạo nên quảng cáo cho công ty. Bởi vì thương hiệu này vừa trở nên quan tâm tới việc khám phá và sử dụng phương tiện xã hội cho lợi ích thương mại.

## Đọc tham khảo
- No logo. Naomi Klein. Picador USA, 2009.
- The Brands Handbook. Wally Olins.Thames & Hudson, 2008.
- Wally Olins on B®and. Thames & Hudson, 2005.